# Synothele arrakis
Synothele arrakis là một loài nhện trong họ Barychelidae. Loài này phân bố ờ Tây Úc.